# ارجنک (خوانسار)
ارجنک (خوانسار)، روستایی از توابع بخش مرکزی شهرستان خوانسار در استان اصفهان ایران است.

## جمعیت
این روستا در دهستان گلسار قرار دارد و براساس سرشماری مرکز آمار ایران در سال ۱۳۸۵، جمعیت آن ۱٬۱۴۹ نفر (۳۱۷خانوار) بوده‌است.

## زبان
مردم این روستا به زبان ترکی  سخن می گویند.